# 达雷尔·洛克哈特
达雷尔·洛克哈特（英語：Darrell Lockhart，1960年9月14日—），美国NBA联盟前职业篮球运动员。他在1983年的NBA选秀中第2轮第35顺位被圣安东尼奥马刺选中。